# Aseleben
Aseleben è un ex comune tedesco di 523 abitanti, situato nel land della Sassonia-Anhalt, oggi frazione di Seegebiet Mansfelder Land. Il 1º gennaio 2010, insieme ai comuni di Amsdorf, Erdeborn, Hornburg, Lüttchendorf, Neehausen, Röblingen am See, Seeburg, Stedten e Wansleben am See, formò infatti il comune di Seegebiet Mansfelder Land.
Aseleben è situata sulla costa meridionale del Süßer See, la prima menzione del villaggio di pescatori Esilebo risale al IX secolo.
La presenza del lago influenza il clima e le attività agricole, la coltivazione della vite, degli alberi da frutta e la pesca sono le attività primarie prevalenti.
La chiesa, recentemente ristrutturata, è intitolata a San Bartolomeo.